# 不要這麼刻薄 請抱緊我 / 初體驗中
《不要這麼刻薄 請抱緊我 / 初體驗中》（イジワルしないで 抱きしめてよ / 初めてを経験中）是日本女子偶像組合Juice=Juice的第2张单曲，於2013年12月4日由hachama發售。

## 概要
- 《不要這麼刻薄 請抱緊我 / 初體驗中》是Juice=Juice是第一張2A單曲。
- 此單曲有6個版本，分別有初回生產限定盤A、B、C、D和通常盤A、B。「初回生產限定盤A」收錄了《不要這麼刻薄 請抱緊我》的PV；「初回生產限定盤B」收錄了《初體驗中》的PV；「初回生產限定盤C」收錄了《不要這麼刻薄 請抱緊我》和《初體驗中》的PV和Making。
- 成員宮本佳林因腳傷而沒有參與《不要這麼刻薄 請抱緊我》的PV Dance Shot部份，由早安少女組。十期成員石田亞佑美代跳其Dance Shot部份。
- 12月16日於Oricon公信榜單曲週榜取得第4名。

## 收錄内容

### CD
1. 不要這麼刻薄 請抱緊我
（作詞、作曲：淳君 編曲：大久保薫）
2. 初體驗中
（作詞、作曲：淳君 編曲：AKIRA、鈴木俊介）
3. 不要這麼刻薄 請抱緊我（Instrumental）
4. 初體驗中（Instrumental）

### DVD

#### 初回生產限定盤A
1. 不要這麼刻薄 請抱緊我（PV）
2. 不要這麼刻薄 請抱緊我（Dance Shot Ver.）

#### 初回生產限定盤B
1. 初體驗中（PV）
2. 初體驗中（Group Shot Ver.）

#### 初回生產限定盤C
1. 不要這麼刻薄 請抱緊我（Close-up Ver.）
2. 初體驗中（Close-up Ver.）
3. Making of

## 外部連結
- Juice=Juice官方網站（日語）
- 《不要這麼刻薄 請抱緊我》MV （页面存档备份，存于）
- 《初體驗中》MV （页面存档备份，存于）